# Senegaltriel

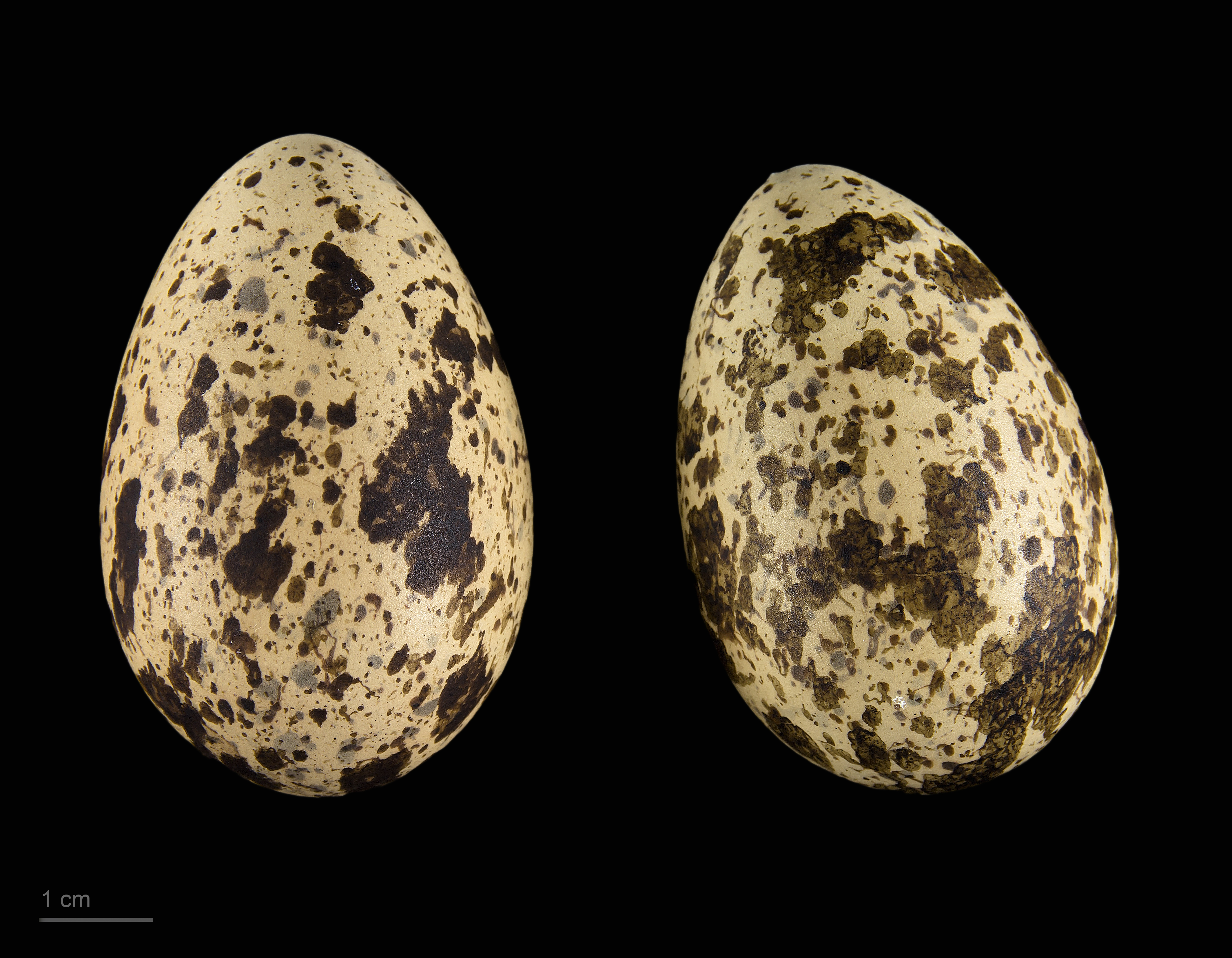
Burhinus senegalensis

Der Senegaltriel (Burhinus senegalensis) ist eine überwiegend dämmerungs- und nachtaktive Art aus der Familie der Triele. Er kommt in zwei Unterarten ausschließlich in Afrika vor.

## Beschreibung
Der Senegaltriel erreicht eine Körperlänge von 32 bis 38 Zentimeter. Er ähnelt dem in Eurasien vorkommenden Triel, ist aber insgesamt etwas heller als dieser und hat einen etwas längeren Schnabel. Das Weiß um die Augenregion ist beim Senegaltriel etwas ausgeprägter, wodurch das gesamte Gesicht heller als beim Triel wirkt.
Der Rücken und die Schultern sind einheitlich grau. Die Flügel weisen auf der Unterseite eine breite hellgraue Binde auf. An der Handschwingenbasis befindet sich ein kleiner weißer Fleck. In allen Kleidern hat der Senegaltriel einen schwarzen Schnabel, der nur an der Oberschnabelbasis einen gelben Fleck aufweist. Auch dies unterscheidet ihn vom Triel, der einen überwiegend gelben Schnabel mit einer schwarzen Spitze besitzt.

## Verbreitung
Die Nominatform Burhinus senegalensis senegalensis kommt von Senegal und Gambia bis in den Sudan vor. Die Unterart Burhinus senegalensis inornatus kommt in Ägypten vom Nildelta südwärts sowie von Äthiopien bis Kenia und Uganda vor.
Der Senegaltriel ist in weiten Teilen seines Verbreitungsgebietes ein Standvogel. In anderen Regionen weicht die Art während der Regenzeit oder während Überschwemmungen in trockenere Gebiete aus. So ziehen Senegaltriele in der Regenzeit ab November beispielsweise in den Nordosten der Demokratischen Republik Kongo und bleiben dort bis April oder Mai. In Nigeria zieht die Art in Abhängigkeit von den Wasserständen nur lokal. So geht die Zahl der Senegaltriele während der Regenzeit im Norden Nigerias zurück.

## Lebensraum und Lebensweise
Der Senegaltriel präferiert als Lebensraum offenes und trockenes Gelände, aride Steppen sowie Dornbuschsavannen. Er meidet dagegen die eigentliche Wüste und zeigt eine Präferenz für Brutplätze, in deren Nähe sich Gewässer befinden. Er kommt besonders häufig an sandigen Fluss- und Seeufern vor.
Die Art ist gegenüber dem Menschen wenig scheu und hat sich auch menschlichen Siedlungsraum erschlossen. So brütet er beispielsweise in Ägypten auch auf flachen Hausdächern und kommt sogar in den Stadtbereichen Kairos vor. In der westafrikanischen Sahelzone ist er häufig innerhalb von Dörfern zu beobachten.
Die Nahrung besteht hauptsächlich aus Insekten, Krebstieren, Mollusken und Würmern. Der Senegaltriel frisst aber auch Frösche und kleine Nager. Während der Nahrungssuche ist er häufig in kleineren Trupps zu beobachten. Über das Fortpflanzungsverhalten ist nur sehr wenig bekannt. Beide Elternvögel führen die Jungen.

## Belege

### Einzelbelege
1. 1 2  Peter Colston, Philip Burton: Limicolen – Alle europäischen Wattvogel-Arten, Bestimmungsmerkmale, Flugbilder, Biologie, Verbreitung. BlV Verlagsgesellschaft, München 1989, ISBN 3-405-13647-4, S. 33.
2. ↑  Simon Delany, Derek Scott, Tim Dodman, David Stroud (Hrsg.): An Atlas of Wader Populations in Africa and Western Eurasia. Wetlands International, Wageningen 2009, ISBN 978-90-5882-047-1, S. 74.
3. 1 2  Delany et al., S. 76.